# La Trinité (Martinica)

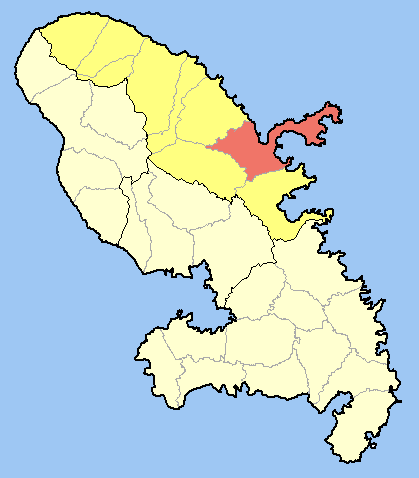
Ubicación de La Trinité en la subprefectura homónima dentro del departamento de Martinica.

La Trinité es una comuna de Francia situada la zona septentrional del departamento insular antillano de Martinica.

## Características generales
Cuenta con una población de 13.677 habitantes y un área de 45,7 km², para una densidad de 299 hab./km². La localidad se encuentra del lado Atlántico de la isla.